# Элеазар из Вормса
Элеазар из Вормса (ивр. אלעזר מוורמייזא‎); полное имя Элеазар бен-Иуда бен-Калонимос (Eleazar ben Judah ben Kalonymus; род., вероятно, в Майнце ок. 1176 года, ум. в Вормсе в 1238 г.) — немецкий выдающийся раввин-галахист и каббалист; автор сочинения «Рокеах» (изд. 1505).

## Биография
Происходил из родовитой семьи Калонимидов в Майнце, образование получил под руководством раввина Иуды Благочестивого, который и посвятил его в тайны каббалы.
В 1233 г. Элеазар принял участие в съезде раввинов в Майнце (см. Такканот ШУМ).
Обладал громадной эрудицией в талмудической письменности, не был чужд и светских знаний, в особенности астрономии. Его литургические произведения отличаются прекрасным стилем.
В истории каббалы Элеазар из Вормса занимает видное место, как автор сочинения «Рокеах» (Ha-Roḳeaḥ; «Парфюмер»; изд. 1505), являющегося мостом между немецким мистицизмом и философской каббалой испанской школы. Это сочинение было настольной книгой еврейского читателя в Средние века и Новое время вплоть до XVIII века.

## Труды
Сочинения по этике и каббале:
- «Ha-Rokeach» — сборник галах и этических правил (Фано, 1505; переиздавался многократно);
- «Atteret ha Schein» — этическое сочинение (сохранилось в ватиканской библиотеке);
- «Moreh Chattaim» (указатель грешникам) или «Seder ha-Kapparot» (чин искупления) — об исповедании грехов, включён в сочинение «Ha-Rokeach» и переиздавался отдельно под разными названиями: «Darke Teschubah» (пути покаяния), «Injane Teschubah», «Seder ha-Teschubah», «Jesod Teschubah» и др.;
- «Sefer ha-Chajjim» — o единстве Бога, o душе и т. д.;
- «Schaare Sod ha-Jichud we-ha-Emunah» — трактат o единстве и бестелесности[англ.] Бога (издан Еллинеком в «Kochabe Jizchak», XXVΠ);
- «Jirat El» — мистические толкования к 67 псалму (Пс. 67[5]), объяснение Меноры и обряда Сефират га-Омер;
- «Sefer ha-Kabod» — мистические толкования к Библии (Neubauer, Cat. Bodl. Hebr., MSS., № 1566);
- «Jajin ha-Rekach» к пяти мегиллот (к Руфи и Пес. Песней, изд. в Люблине в 1608 г.);
- комментарий к 145 псалму (MS., De Rossi, № 1138);
- комментарий к молитвеннику (упоминается Иос. Дельмедиго в «Mazref la-Chochmah»;
- «Taame we-Sodot ha-Tefillah» — мотивы и тайны молитв (Neubauer, ib., № 1575);
- «Perusch al-Sefer Jezirah» — комментарий к Сефер Йецира (Пшемысл, 1889);
- «Midrasch we-Perusch al ha-Torah» — Гомилии и комментарий к Пятикнижию;
- «Schaare Binah» — ο происхождении многих агад Талмуда, цитируется раввином Соломоном б.-Алкабиц в «Manot ha-Lewi»;
- «Schiur Komah» — комментарий к «Шиур-Кома», «Пирке» раввина Исмаила и Меркаба (в собрании Михаэля);
- «Sefer ha-Chochmah» — каббалистический трактат об именах Божих и именах ангелов;
- «Sefer ha-Schem» — о еврейском алфавите;
- «Eser Schemot» — комментарий к именам Божим;
- комментарий к пиюту «Ha-Ochez»;
- «Likkutim» — каббалистические отрывки; упоминается y pаввина Менахема Реканати;
- «Sodey Razaya» — трактат ο колеснице (извлечение из него издано в Амстердаме, 1701);
- тосафот ко многим трактатам;
- комментарий к Шкалим;
- 55 литургических произведений.